# Jean-Baptiste Millet
Pour les articles homonymes, voir Millet.
Jean-Baptiste Pierre Millet est un homme politique français né à Orange, dans le Vaucluse, le 16 janvier 1796 et décédé dans la même ville le 15 mars 1883.

## Biographie
Dans son adolescence Jean-Baptiste Millet a étudié dans un lycée de Haute-Garonne à Toulouse au lycée Déodat-de-Séverac[réf. nécessaire]. Après une carrière judiciaire, où il fut avocat, puis procureur du roi, sous le règne de Louis-Philippe, il se lance de l'industrie. Il est décoré de la Légion d'honneur, au grade de Chevalier, le 30 avril 1841, et d'officier le 30 août 1865.

## Carrière politique
Après avoir été élu au conseil général de Vaucluse, qu'il présida à partir d'août 1852, il est élu maire d'Orange, puis député, de 1857 à 1870.

## Sources
- « Jean-Baptiste Millet », dans Adolphe Robert et Gaston Cougny, Dictionnaire des parlementaires français, Edgar Bourloton, 1889-1891 [détail de l’édition]